# Castell de Riell
El Castell de Riell és un edifici romàntic del terme comunal de Molig, a la comarca del Conflent, de la Catalunya del Nord.
Està situat al sud-sud-oest del poble de Molig, a cosa d'un quilòmetre, i a prop al nord dels Banys de Molig, 
Construït el 1895 a imitació d'un castell medieval, va ser un encàrrec de la família Massià, propietària de dos dels tres establiments termals dels Banys de Molig (els Mamet i els Llupià). Es feu amb torretes i merlets en estil neomedieval, de moda en aquells moments. En l'actualitat és un restaurant i hotel de luxe de la cadena Relais et Châteaux.